# Circonscription d'Abeala
La circonscription d'Abeala est une des 8 circonscriptions législatives de l'État fédéré de l'Afar, elle se situe dans la Zone 2. Son représentant actuel est Meuar Ali Sirro.